# Miltefosine
Miltefosine, được bán dưới tên thương mại là Impavido cùng một số các tên khác khác, là một loại thuốc chủ yếu được sử dụng để điều trị nhiễm leishmania và nhiễm các loại amip sống tự do, chẳng hạn như Naegleria fowleri. Thuốc này có thể chữa nhiễm leishmania ở cả da, nội tạng và niêm mạc. Chúng cũng có thể được sử dụng kết hợp cùng với liposome amphotericin B hoặc paromomycin. Thuốc được dùng qua đường uống.
Các tác dụng phụ thường gặp bao gồm nôn mửa, đau bụng, sốt, đau đầu và giảm chức năng thận. Tác dụng phụ nghiêm trọng hơn có thể có như hội chứng Stevens-Johnson hoặc tiểu cầu trong máu thấp. Sử dụng trong khi mang thai có vẻ như gây hại cho em bé và sử dụng thuốc trong thời gian cho con bú thì không được khuyến cáo. Cách hoạt động của miltefosine cũng không hoàn toàn rõ ràng.
Miltefosine lần đầu tiên được sản xuất vào đầu những năm 1980 và được nghiên cứu để điều trị ung thư. Một vài năm sau đó, người ta nhận thấy thuốc này rất hữu ích cho bệnh nhiễm leishmania và đã được chấp thuận cho việc sử dụng này vào năm 2002 ở Ấn Độ. Nó nằm trong danh sách các thuốc thiết yếu của Tổ chức Y tế Thế giới, tức là nhóm các loại thuốc an toàn nhất và hiệu quả nhất cần thiết trong một hệ thống y tế. Ở các nước đang phát triển, một đợt điều trị có giá từ 65 đến 150 USD. Chi phí điều trị ở các nước phát triển có thể gấp từ 10 đến 50 lần.